# Sex Power
Sex Power è il primo album di Vangelis pubblicato nel 1970 dalla Philips in formato LP. Si tratta della colonna sonora dell'omonimo film pornografico del 1970 diretto da Henry Chapier.

## Il disco
L'album presenta sonorità pop ed elettroniche accompagnate da strumenti acustici tutti suonati dal musicista (chitarra, pianoforte, percussioni ecc...). Come anche in altre opere successive del musicista, i brani sono solamente denominati "parti" e numerati in sequenza.
Sebbene alcuni lo considerino innovativo (almeno per l'epoca), il disco ha ricevuto giudizi pressoché negativi e venne talvolta definito "dimenticabile oltre che dimenticato".
Dell'album è stato tratto il singolo promozionale: Djemilla/Third Love.

## Tracce
Testi e musiche di Vangelis.
1. 1ère Partie – 17:00
2. 2ère Partie – 17:27